# 放屁合戦
放屁合戦（ほうひがっせん）は、日本の絵巻物で時おり見られる、放屁を題材とした画題である。

## 略説
鳥羽僧正、あるいは僧正と同時代の絵仏師・定智が、1110年から1125年ごろに製作した「勝絵」絵巻において、前半が「陽物（男性器）比べ」、後半に「放屁合戦」が登場する。放屁の臭いや勢いが強調され、放屁が恥ずべきものとしてではなくユーモアとして描かれている。江戸時代末期にも放屁合戦を題材とした作品がいくつか描かれている。

## 作品
- 「勝得絵巻」 絵師不詳 三井記念美術館蔵 紙本着色 1巻 室町時代（15世紀）模写 現存最古の勝絵絵巻[1]
- 「放屁合戦絵巻」 サントリー美術館蔵 紙本著色 1巻 文安6年（1449年）模写 伏見宮貞成親王詞書 「福富草紙」の後日談として描かれている。
- 「放屁合戦図」絵金筆 高知県立美術館寄託 紙本彩色 小襖2面
- 「放屁合戦絵巻」河鍋暁斎筆 河鍋暁斎記念美術館蔵 紙本淡彩 2巻 慶応3年（1867年）。後の明治9年（1876年）にも自作をパロディ化した「開化放屁合戦絵巻」（個人蔵）を描いている。
- 「於那羅合戦」小川芋銭筆 福島県立美術館蔵 大正10年（1921年）

## 参考画像
下の画像は江戸時代末期の作例。奥書によれば、延宝8年（1680年）菱川師信（菱川師宣の門人）の古図として写し置かれたものを増補して弘化3年（1846年）に制作されたもので、「福山画師 六十九翁 相覧」の款記がある。早稲田大学図書館蔵。